# Tașca
Tașca è un comune della Romania di 2 719 abitanti, ubicato nel distretto di Neamț, nella regione storica della Moldavia. 
Il comune è formato dall'unione di 4 villaggi: Hamzoaia, Neagra, Tașca, Ticoș-Floarea.